# Агапов, Михаил Михайлович
Михаи́л Миха́йлович Ага́пов (8 сентября 1963, Михайловск, Нижнесергинский район, Свердловская область, СССР — 22 июня 2011, Екатеринбург, Россия) — советский и российский футболист и игрок в мини-футбол. После завершения игровой карьеры — мини-футбольный тренер. Известен по своей работе в мини-футбольном клубе «ВИЗ-Синара». Отец футболиста Константина Агапова.

## Биография
Начинал играть в футбол в юношеских командах родного Михайловска. После одного из турниров он получил приглашение из свердловского «Уралмаша». В 1980 году он дебютировал в составе команды. Вскоре Агапова начали вызывать в различные юношеские сборные СССР. В 1982 году он выиграл бронзу чемпионата Европы среди юношей до 19 лет, а годом позже отправился на молодёжный чемпионат мира. Там он был игроком основного состава и в одном из матчей персонально опекал Марко Ван Бастена.
В 1985 году Агапов перешёл в ЦСКА. На протяжении сезона он регулярно выходил в составе «армейцев», однако после перелома ноги и длительного восстановления был вынужден вернуться в «Уралмаш». Там он провёл ещё четыре сезона, после чего предпринял попытку заиграть в ленинградском «Зените». Однако в составе ленинградского клуба он провёл всего один матч, а сезон завершил во владивостокском «Луче».
В 1992 году Агапов вместе с экс-«уралмашевцами» Онучиным и Наумкиным уехал в Венгрию, участвовал в тренировочных матчах клубов высшей лиги «Татабанья» и «Вешпрем». Но в итоге контракт заключил с командой 1-й лиги «Сексард Дожа», где его партнером стал Сергей Наумкин.
С первого же сезона стал ведущим игроком команды, не пропустив ни одной игры команды. Летом 1992 команда сменила собственника, но это никак не сказалось на положении Агапова — в новом сезоне он провел 29 из 30 игр команды, регулярно выходя в основном составе.
Осеннюю часть сезона 1993/94 провел в клубе 1-й лиги «Сегед». В новой команде также был игроком основы, проведя все 15 игр 1-го круга. Тем не менее, зимой 1994 года покинул Венгрию.
Вернувшись в Екатеринбург, на протяжении сезона выступал за мини-футбольный ВИЗ, с которым выиграл бронзовые медали чемпионата России.
Завершив игровую карьеру, Агапов остался в ВИЗе в качестве тренера. Уже год спустя он возглавил «металлургов» и привёл их к наивысшему на тот момент результату в истории — серебряным медалям. После этого он один сезон проработал в качестве второго тренера, однако затем вернулся на пост главного тренера и занимал его ещё три года. Затем Агапов работал в курганском «Русиче» (2002-03) и казахстанском «Жигиттере» (2003-04).
Был главным тренером сборной Казахстана к отборочным играм чемпионата Европы в 2003 году. При нём Казахстан сыграл два матча. 4 ноября проиграл Украине 1:3 и 05 ноября выиграл у Андорры 4:1. Оба матча прошли в Андорра-ла-Велья.
В 2004 году вернулся в Екатеринбург и начал работать тренером СДЮШОР ВИЗ (команда 1991 г. р. — серебряный призёр, команда 1992 г. р. — чемпион России среди юношей клубов Суперлиги). В сезоне 2007—2008 гг. — тренер ФК «Урал-Д», с 2008 по 2011 год — главный тренер «Синары-ВИЗ-Дубль».
Скончался 22 июня 2011 года. Похоронен на Лесном кладбище Екатеринбурга.

## Достижения
Игровые
- Бронзовый призёр чемпионата Европы среди юношей до 19 лет 1982
- Бронзовый призёр чемпионата России по мини-футболу 1994/95

Тренерские
- Серебряный призёр чемпионата России по мини-футболу 1997/98

## Семья
Жена Лариса, сын Константин.